# Biathlon bei den Winterasienspielen 1999
Biathlon bei den Winterasienspielen 1999 in Gangwon-do (Südkorea) wurde bei der vierten Austragung des Ereignisses für Männer und für Frauen in jeweils drei Rennen, Sprint, Einzel und mit der Staffel, durchgeführt. Dominierende Nationen waren China und Kasachstan. In den Einzelrennen gewannen der Chinese Zhang Qing bei den Männern und seine Landsfrau Yu Shumei beide Titel. Die Staffeln wurden beide von den Vertretungen Kasachstans gewonnen.

## Männer

### Sprint
| Rang | Biathlet          | Zeit | Fehler |
| ---- | ----------------- | ---- | ------ |
| 1    | Zhang Qing        |      |        |
| 2    | Dmitri Posdnjakow |      |        |
| 3    | Kasachstan        |      |        |

### Einzel
| Rang | Biathlet          | Zeit | Fehler |
| ---- | ----------------- | ---- | ------ |
| 1    | Zhang Qing        |      |        |
| 2    | Dmitri Posdnjakow |      |        |
| 3    | Dmitri Pantow     |      |        |

### Staffel
| Rang | Team       | Biathleten                                                       | Zeit      | Fehler |
| ---- | ---------- | ---------------------------------------------------------------- | --------- | ------ |
| 1    | Kasachstan | Alexei Karewski Sergei Abdukarow Dmitri Pantow Dmitri Posdnjakow | 1:38:15.3 |        |
| 2    | Japan      |                                                                  |           |        |
| 3    | Südkorea   |                                                                  |           |        |

## Frauen

### Sprint
| Rang | Biathletin       | Zeit | Fehler |
| ---- | ---------------- | ---- | ------ |
| 1    | Yu Shumei        |      |        |
| 2    | Margarita Dulowa |      |        |
| 3    | Sun Ribo         |      |        |

### Einzel
| Rang | Biathletin       | Zeit | Fehler |
| ---- | ---------------- | ---- | ------ |
| 1    | Yu Shumei        |      |        |
| 2    | Liu Xianying     |      |        |
| 3    | Margarita Dulowa |      |        |

### Staffel
| Rang | Team                | Biathletinnen                                                  | Zeit     | Fehler |
| ---- | ------------------- | -------------------------------------------------------------- | -------- | ------ |
| 1    | Kasachstan          | Galina Awtajewa Margarita Dulowa Jelena Dubok Ljudmila Gurjewa | 1:50:329 |        |
| 2    | Volksrepublik China |                                                                |          |        |
| 3    | Südkorea            |                                                                |          |        |